# Lord Edgware Dies
Lord Edgware Dies (Treze à Mesa, no Brasil / A Morte de Lorde Edgware, em Portugal) é um romance policial de Agatha Christie, publicado em 1933. Conta com a presença do detetive belga Hercule Poirot e seu fiel escudeiro, o Capitão Hastings. No original, o livro é conhecido também como Thirteen at Dinner.

## Enredo
O célebre Lord Edgware é assassinado com uma facada pouco tempo depois de recusar o pedido de divórcio de sua esposa, Jane Wilkinson, e ser ameaçado de morte por ela. Obviamente, ela se torna a principal suspeita, e uma testemunha afirma tê-la visto na cena do crime. No entanto, no dia seguinte, um jornal publica um artigo sobre uma festa que contara com treze convidados, Jane Wilkinson entre eles, dando-lhe um álibi incontestável. Para complicar ainda mais o caso, descobre-se que o pedido de divórcio havia sido aceito antes do crime ocorrer, tirando de Jane o motivo para cometê-lo.
Com a ajuda de seu fiel amigo, Capitão Arthur Hastings, Poirot tenta decifrar mais um caso que parece impossível.